# ألكسندر ريبو
ألكسندر ريبو (بالفرنسية: Alexandre Ribot)‏ سياسي فرنسي (7 فبراير 1842-13 يناير 1923) تولى رئاسة الوزارة في الجمهورية الفرنسية الثالثة أربع مرات:
- من 6 ديسمبر 1892 إلى 4 أبريل 1893.
- من 26 يناير إلى 1 نوفمبر 1895.
- من 9 إلى 13 يونيو 1914.
- من 20 مارس إلى 12 سبتمبر 1917 (أثناء الحرب العالمية الأولى).

## روابط خارجية
- ألكسندر ريبو على موقع الموسوعة البريطانية (الإنجليزية)